# Быстрый уреазный тест
Быстрый уреазный тест, также известный как CLO-тест (англ. Campylobacter-like organism test) — это быстрый диагностический тест для обнаружения бактерий Helicobacter pylori. Основой теста является свойство Helicobacter pylori выделять фермент уреазу, которая катализирует процесс преобразования мочевины в аммиак и углекислый газ.

## Процесс
Тест выполняется в момент гастроскопии. Биопсия слизистой берётся из полости желудка, помещается в среду, содержащую мочевину и такой индикатор, как феноловый красный. Уреазы, преобразующие мочевину в аммиак, повышающий рН среды, и меняет цвет жёлтого образца (отрицательный) на красный (положительный). В результате реакции кислотно-щелочный баланс желудка (рН среды) сдвигается в щелочную сторону, что фиксируется с помощью индикатора. Полученный биоптат помещается в специальную ячейку с готовыми растворами. Быстрота изменения окраски индикатора с жёлтого на ярко-красный зависит от уреазной активности, которая, в свою очередь, зависит от количества бактерий. Основное назначение метода — первичная диагностика наличия Helicobacter pylori у пациентов. Чувствительность и специфичность данного метода достигает 99%.

## Преимущества
Метод позволяет получить заключение быстро — от нескольких минут до нескольких часов. Его использование не предполагает наличие специального лабораторного оборудования или подготовленных специалистов и выполняется непосредственно эндоскопистом. Дешев при массовом и индивидуальном применении. В настоящее время разработано большое количество промышленно изготовленных уреазных тестов.
Существует доказательства того, что H.pylori движется ближе к центру желудка у больных, находящихся на лечении с ингибиторами протонного насоса, и, таким образом, образцы данных пациентов должны получать из дна и тела желудка.

## Недостатки
При малом количестве бактерий изменение окраски в уреазном тесте может произойти через несколько часов, а иногда возможен и ложноотрицательный результат. Кроме того, результат может быть положительным у лиц, желудок которых заселен H.heilmanii, имеющим близкое сродство с Helicobacter pylori. При появлении кокковых форм Helicobacter pylorii (например, после неудачно проведенной терапии), не проявляющих ферментативной уреазной активности, результат может быть ложноотрицательным.
Специфичность и чувствительность этого теста высоко по сравнению с гистопатологическим исследованием или мочевинным дыхательным тестом. Тест часто делается в рамках диагностики у постели больного, чтобы снизить затраты времени и средств, необходимых для обнаружения хеликобактера при тестировании патологий.
Активное желудочно-кишечное кровотечение снижает точность теста.
.